# Arias
Arias é um município da província de Córdova, na Argentina.